# Any Which Way
"Any Which Way" – drugi singel z trzeciego albumu amerykańskiej grupy pop dance Scissor Sisters zatytułowanego Night Work. Piosenka została wydana w Wielkiej Brytanii 20 września 2010 roku. Do singla nakręcono teledysk, który został wyreżyserowany przez Ace Norton.

## Lista utworów
UK CD single
1. "Any Which Way"
2. "Sex Exciter"

UK 12" single
1. "Any Which Way"
2. "Any Which Way" (Carte Blanche Remix)

UK iTunes single / AUS Digital EP
1. "Any Which Way"
2. "Any Which Way" (7th Heaven Remix)
3. "Any Which Way" (Carte Blanche Remix)
4. "Any Which Way" (Live from the Roundhouse)

## Notowania
| Lista (2010)          | Najwyższa pozycja |
| --------------------- | ----------------- |
| Spanish Singles Chart | 30                |
| UK Singles Chart      | 81                |